# Махпейкер (фільм)
«Махпейкер» (тур. Mahpeyker) — єдиний турецький фільм, випущений у рамках проекту «Стамбул — культурна столиця Європи 2010».

## Сюжет
У фільмі розповідають про життя султанші Кесем. Показано різні періоди. Махпейкер - юна дівчина, яка випадково справила враження на султана. Вона бореться з безліччю суперниць, а також з двома валіде. Потім ідуть зовсім інші епізоди.  Кесем вже жінка у віці, вона плете інтриги проти невістки та свого онука. Кесем у віці стає зовсім іншим. Тепер вона озлоблена стара, яка хоче усунути небажаного онука. У цих епізодах Кесем сама плете інтриги проти невістки, як колись чинила з нею Сафіє-султан.

## У ролях
| Актор           | Роль           |
| --------------- | -------------- |
| Сельда Алькор   | Кесем Султан   |
| Дамла Сонмез    | Кесем Султан   |
| Мюнір Акча      | Лала           |
| Гекхан Мумджу   | Лахмет         |
| Ойкю Челік      | Махфіруз       |
| Башак Парлак    | Турхан Султан  |
| Хасан Ялнизоглу | Мехмет         |
| Мансур Арк      | Мустафа        |
| Сила Четіндаг   | Бехіджі        |
| Гекджан Гьокмен | Ділашуб Султан |